# Флаг Красноармейского сельского поселения (Краснодарский край)
Флаг муниципального образования Красноарме́йское сельское поселение Ейского района Краснодарского края Российской Федерации — опознавательно-правовой знак, служащий официальным символом муниципального образования.
Флаг утверждён 22 февраля 2011 года решением Совета Красноармейского сельского поселения № 63 и внесён в Государственный геральдический регистр Российской Федерации с присвоением регистрационного номера 6854.

## Описание
«Прямоугольное полотнище с отношением ширины к длине 2:3, состоящее из трёх вертикальных полос, соотносящихся как 1:2:1, жёлтого (по краям) и красного (в центре) цветов; в центре средней полосы — обнажённый, поставленный вертикально рукоятью вверх меч белого цвета, оплетённый двумя пшеничными колосьями жёлтого цвета, причём острие мяча и концы стеблей колосьев уходят за нижний край полотнища».

## Обоснование символики
Флаг разработан на основе герба, который языком символов и аллегорий отражает исторические, культурные и экономические особенности сельского поселения.
В начале 30-х годов XX века, в период коллективизации, для освоения целинных земель были образованы населённые пункты, входящие в состав современного Красноармейского сельского поселения. Основателями и первыми жителями этих посёлков являлись демобилизованные красноармейцы. В связи с этим поселение и получило своё название — Красноармейское.
Основным элементом флага является изображение меча, обвитого пшеничными колосками на красном фоне. Нижняя часть острия меча скрыта — меч, как бы воткнут в землю. Данная композиция аллегорически передаёт, что воины красноармейцы, закончив службу в армии, перешли к мирному труду — хлебопашеству.
Красный цвет полотнища символизирует отвагу, героизм, пролитую кровь жителей поселения в годы Великой Отечественной войны, а также это символ красоты, праздника, труда, тепла.
Жёлтый цвет полотнища символизирует величие, богатство и процветание, прочность, достаток. Изображение пшеничных колосьев также аллегорически указывает на основу экономического развития хозяйств поселения — выращивание зерновых.